# Марченко Віктор Степанович
Ма́рченко Ві́ктор Степа́нович (нар. 12 жовтня 1946, Львів) — український архітектор, член Національної спілки архітекторів України (від 1975 р.), член-кореспондент Української Академії архітектури. Лауреат Державної премії УРСР ім. Т. Г. Шевченка (1986 р.) і Державної премії України в галузі архітектури за 2002 р.

## Біографія
Народився у Львові в сім'ї службовців Марченка Степана Дмитровича і Марченко (Зевко) Гелени Миколаївни. У 1953 р. поступив на навчання у восьмирічну загальноосвітню школу. У 1962 р. перейшов на навчання у вечірню школу робітничої молоді і почав працювати техніком-архітектором у л/ф «УкрНДІгіпросільгосп». У1965 р.за направленням від л/ф «УкрНДІгіпросільгосп» вступив до Львівського політехнічного інституту. У 1970 р. В. Марченко повернувся на роботу до львівської філії «УкрНДІгіпросільгоспу». У 1974 р. на посаді Головного архітектора проектів очолив роботу над комплексним проектом забудови експериментально-показового с. Вузлове Радехівського району Львівської області.
У 1980 році правління колгоспу ім. Я. Галана запросило Віктора Степановича, автора проекту с. Вузлове на посаду головного спеціаліста-архітектора колгоспу, на якій він працював до закінчення будівництва села у 1986 р. У цей період за архітектурну діяльність був нагороджений срібною (1982 р.) та бронзовою (1985 р.) медалями ВДНГ СРСР. У 1982 р. за перемогу у Всесоюзному конкурсі за найкращий об'єкт року одержав золоту медаль і Диплом Спілки архітекторів СРСР (за архітектуру с. Вузлове), а в 1986 році за цей об'єкт був удостоєний Державної премії УРСР ім. Т. Г. Шевченка (в складі авторського колективу).
В період з 1987 по 1988 рр. працював головним архітектором проектів у СПКБ Львівської політехніки за екологічною програмою реконструкції історичних парків м. Львова — Стрийського парку і парку ім. Івана Франка. У 1988 р. В. Марченко заснував перший на Львівщині проектний кооператив «Гражда» при ВО «Конвеєр» (20 травня 1988 р.). В 1992 р. став засновником творчої архітектурної майстерні ТзОВ «Гражда».
У 2002 році В. Марченко вдруге став лауреатом Державної премії України за архітектуру житлового комплексу на 29 квартир по вул. Повстанській у м. Львові.

## Участь у міжнародних конкурсах і виставках
Від 1989 до 1993 р. був учасником Міжнародних виставок «Interres» (архітектура малоповерхового житла) у м. Ряшів (Польща); у 1995 р. — експонент на Всесвітньому конгресі Міжнародної спілки архітекторів у Барселоні (Іспанія), де Україна була представлена об'єктом «Медіа-парк „Галицький“» на Цитаделі у Львові (автори В. Марченко, В. Кравцов). Того ж року став учасником Міжнародного трієнале IV МВА у м. Краків (Польща) — «Салон і серце міста». У 1997 р. — дипломант Міжнародної виставки за найкращий інтер'єр виконаний в матеріалах фірми «Imola» у м. Сан-Марино (Італія); лауреат Диплому і Грамоти Держбуду України за архітектуру житлового комплексу на 29 кв. по вул. Повстанській у Львові (1999 р.). У 2000 р. став дипломантом Всесвітнього трієнале архітектури в м. Софії (Болгарія) в двох номінаціях — «Містобудування» (Медіа-парк «Галицький»), та «Об'єкти соціально-культурного призначення» (офісний центр фірми «Світанок» у Львові). У 2001 р. нагороджений Дипломом і II премією восьмої міжнародної спеціалізованої виставки «Будівництво та архітектура — 2001» за архітектуру житлового комплексу на 29 квартир на вул. Повстанській у Львові.
У 2007 році на замовлення Національного банку України Віктор Марченко запроектував комплексний проект санаторно-оздоровчого комплексу «Прикарпаття» в м. Яремче Івано Франківської області. У 2014 р. за збудований спальний корпус СОК «Прикарпаття» НБУ отримав Диплом лауреата огляду конкурсу «Премія Національної спілки архітекторів України».
У творчому доробку архітектора Марченка В. С. більше 100 проектів, 42 проекти реалізовані.

## Перелік робіт (реалізовані проекти)

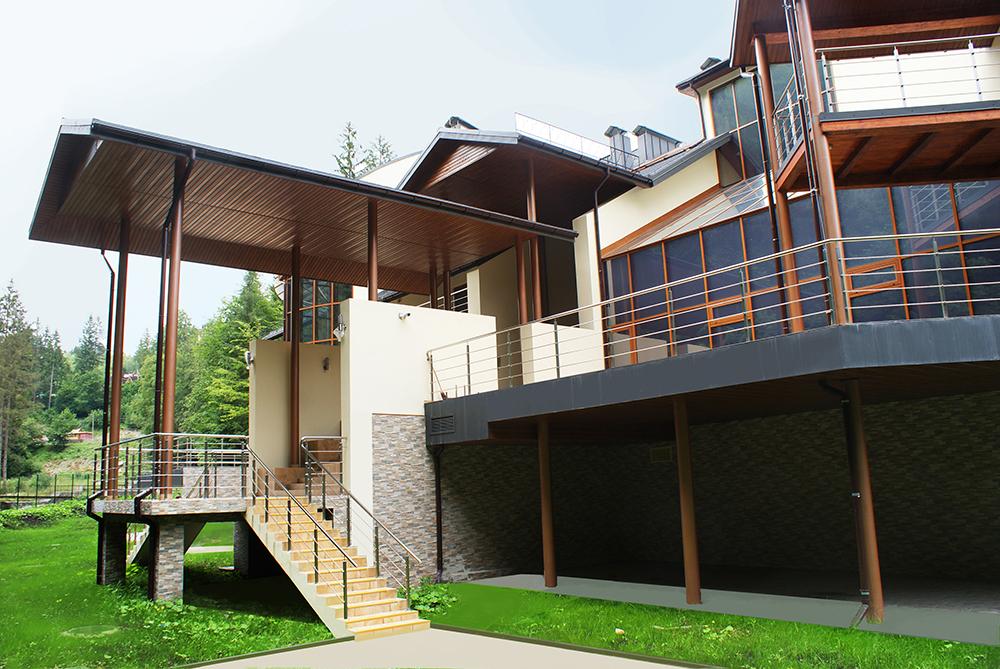
Санаторно-оздоровчий комплекс НБУ Прикарпаття в м. Яремчі.

### Містобудування
- Проект забудови центральної частини с. Вузлове Радехівського району Львівської області -1976-1982 р.(у співавторстві з арх. І. Є. Оксентюком, арх. А. М. Шуляром, арх. Скуратовським, інж-озеленювачем Й. С. Парубочим, інженером-будівельником І. М. Карплюком)
- Проект кварталу індивідуальної забудови для працівників-акціонерів ВАТ «Конвеєр» у с. Бірки Яворівського району Львівської області (1987—1988)
- Проект комплексної забудови житлових кварталів індивідуальної забудови в с. Страдч Яворівського району Львівської області (1987—1992)
- Медіа-парк «Галицький» в історичному ландшафті «Цитадель» м. Львова -1993-1994р (у співавторстві з арх. В. Л. Кравцовим)
- Котеджне містечко на 35 будинків по вулиці Янева у м. Львові.(2012—2016)р.

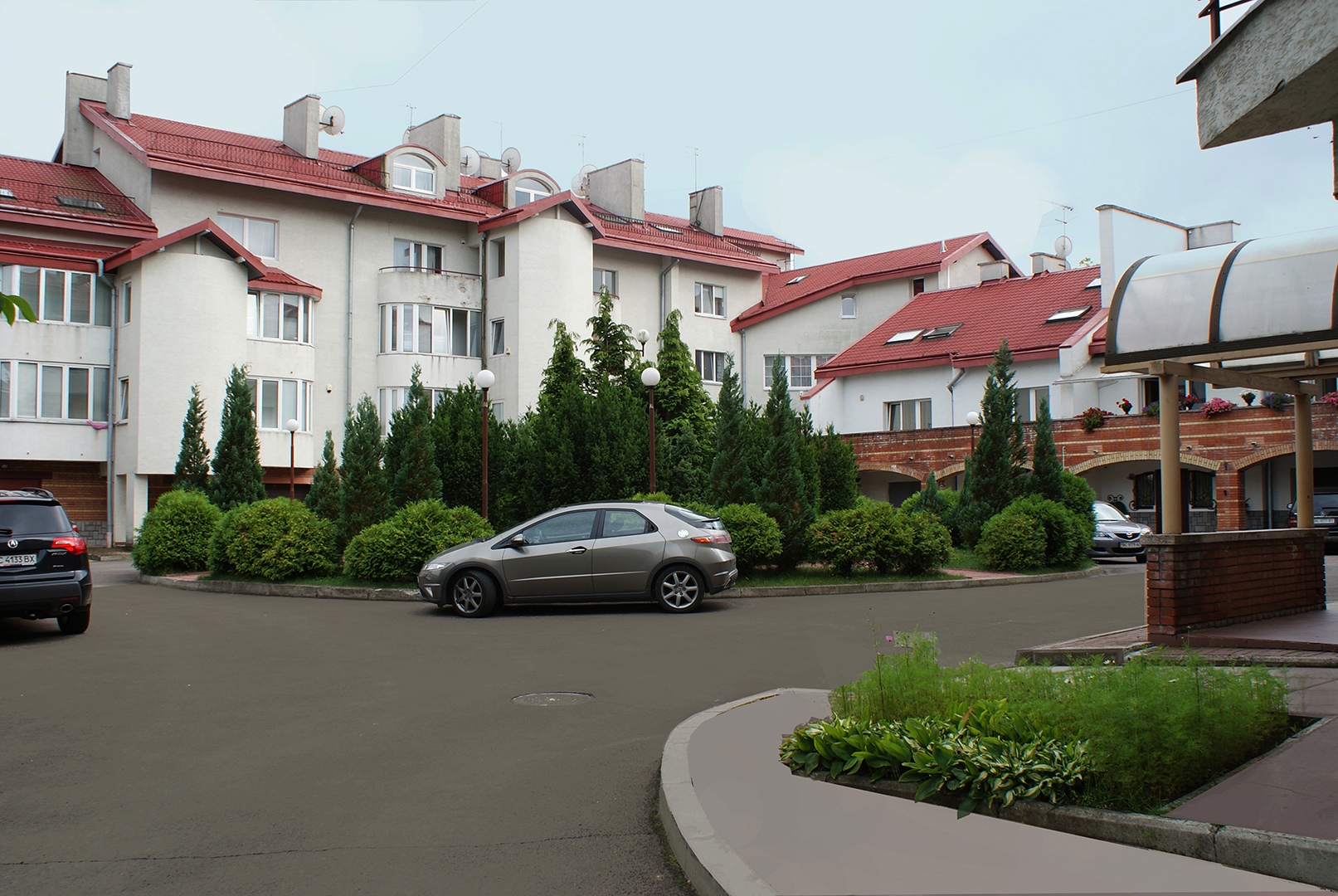
Житловий комплекс по вул. Повстанській. Секція А.

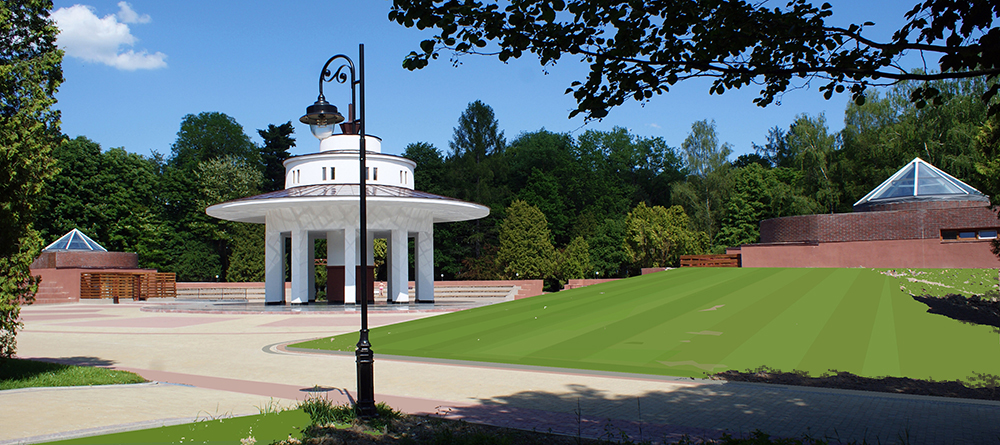
Амфітеатр парку Курорт Моршин

### Архітектура будинків і споруд
- Комплексна забудова центральної частини с. Вузлове (Адміністративно-культурний центр, торговий центр, комбінат побутового обслуговування, школа на 240 учнів з плавальним басейном, дитячий садок-ясла на 84 місця, автобусна зупинка з кафетерієм на 24 посадкових місця та інше (1978—1986) (у співавторстві з архітекторами І. Є. Оксентюком, А. М. Шуляром, О. П. Скуратовським, інж-озеленювачем Й. С. Парубочим, інженером-будівельником І. М. Карплюком)
- Серія експериментальних житлових садибних будинків із вбудованими гаражами для е.п.с. Вузлове (1979—1986)
- Спальний корпус колгоспу ім. Я. Галана міжколгоспної бази відпочинку Радехівського району (1981р)
- Серія житлових будинків для індивідуальних забудовників-акціонерів ВАТ «Конвеєр» в с. Бірки Яворівського району, Львівської області (1988—1989)
- Серія житлових будинків для індивідуальних забудовників с. Страдч Яворівського району, Львівської області (1988—1989)
- Реконструкція Головного залізничного вокзалу станції «Львів-Головний»(1996—1998)
- Житловий комплекс на 29 квартир по вул. Повстанській у м. Львові- 1998—2000 р.(у співавторстві з інженером-конструктором Б. Наумовим)
- Реконструкція надкаптажної споруди джерела «Юзя» в історичному парку м. Трускавця Львівської області (1999—2000)
- Торговий центр на 24 блок-секції в межах вулиць Лесі Українки — Шолом-Алейхема в м. Дрогобич Львівської області (у співавторстві з Д. В. Марченко)
- Спальний корпус санаторно-оздоровчого комплексу «Прикарпаття» НБУ в м. Яремче Івано-Франківської області (2008—2012) (Котеджне містечко на 35 будинків по вул. Янева в м. Львові -2009-2016 р. (у співавторстві з Д. В.Марченко)
- Амфітеатральний комплекс на 400 місць парку-пам'ятки садово-паркового мистецтва «Парк курорту Моршин» в м. Моршин Львівської області (2012—2016)

Реконструкція залізничного вокзалу станції Львів-Головний.

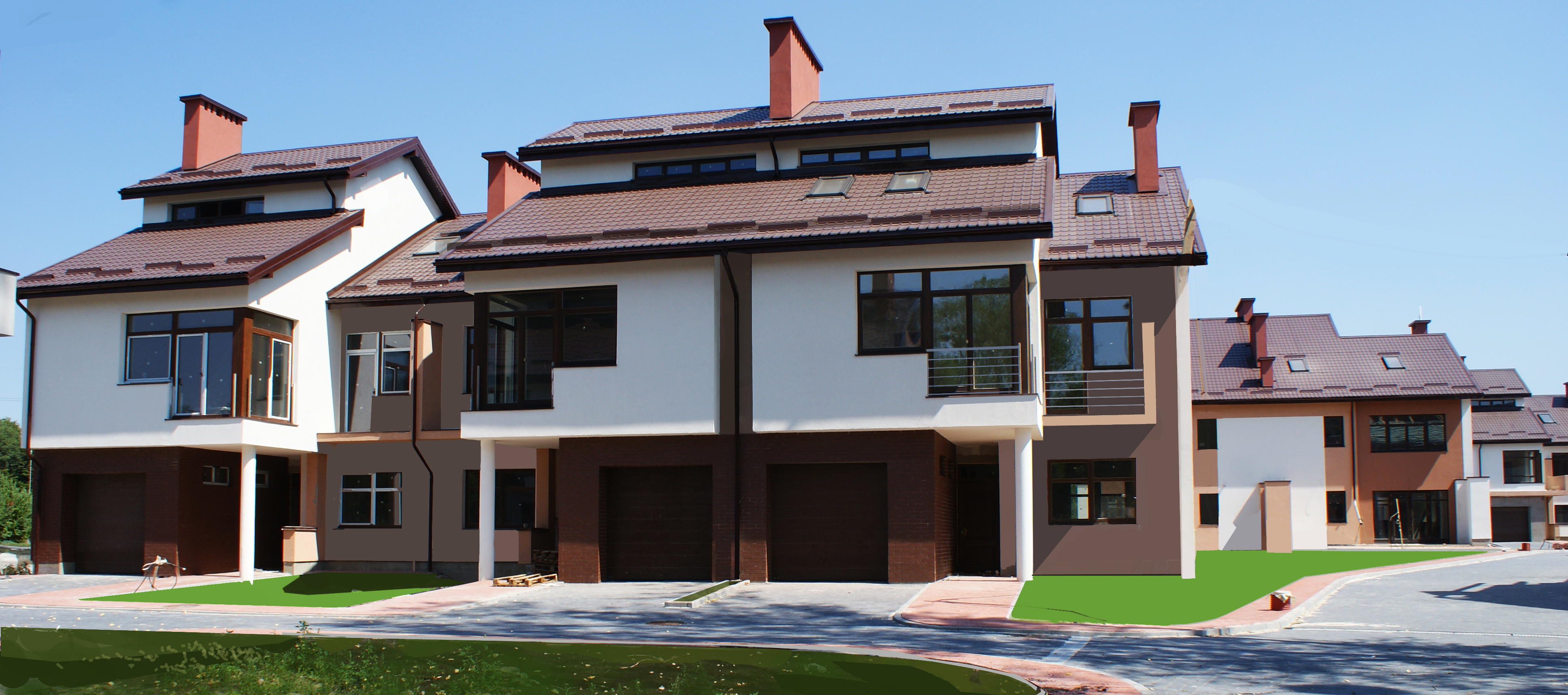
Житловий комплекс по вул. Янева в м. Львів

### Ландшафтна архітектура
- Реконструкція історичного Стрийського парку у Львові -1987-1988 р.(у співавторстві з арх. В. Л. Кравцовим, арх. Т. М. Максимюк, арх. Р.Овчарик, арх. В.Следзь)
- Реконструкція історичного парку ім. Івана Франка у Львові-1987-1988 р.(у співавторстві з арх. В. Л. Кравцовим, арх. Т. М. Максимюк, арх. Р.Овчарик, арх. В.Следзь)
- Реконструкція парку-пам'ятки садово-паркового мистецтва «Парк курорту Моршин» в м. Моршин Львівської області -2012-2016р (у співавторстві з Д. В. Марченко)

### Монументальне мистецтво
- Пам'ятний знак воїнам-танкістам, які загинули в бою з німцями під с. Вузлове -1986 р.(у співавторстві з скульптором Я. Скакуном).

## Нереалізовані проекти

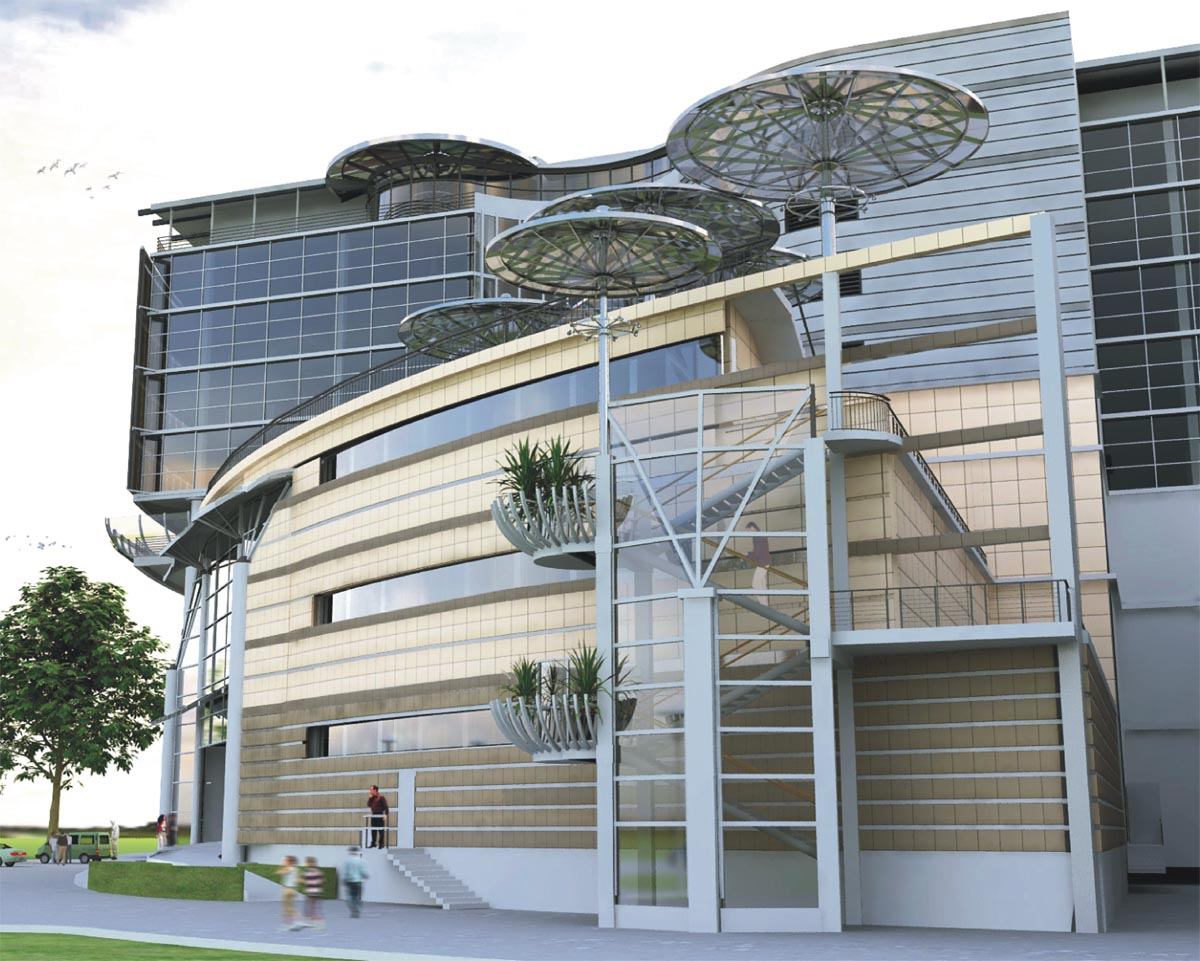
Торгово-розважальний центр по вул. Липинського в м. Львові.

- Торгово-розважальний центр по вул. Липинського в м. Львові.Реконструкція існуючого аеропорту з добудовою секції міжнародного терміналу у м. Львові (1995)
- Ресторан «ГРАЖДА-3000» в м. Трускавець (1999)
- Будинок адмінуправління ТзОВ «Видавництво „Школярик“» в Тернополі (2003)
- Фестивальний комплекс духовної пісні «На крилах дитинства» в м. Винники (2001)
- Університет банківської справи по пр. Науки в м. Києві (2008)
- Багатофункціональний торгово-офісний центр по вул. Липинського у Львові(2006)
- Торгово-розважальний центр з кінопалацом по вул. Нижанківського в м. Львові (2005)
- Вілла «Гварнері» Пустомитівський р-н Львівської обл. (2008)
- Автовокзал міжнародних сполучень у Львові (2007).

## Публікації

### Публікації в закордонних виданнях
- FAKLYA № 7 (3 aprilis 1983) Угорщина (журнал) «Aranyerem a falunak, ст. 14—15
- DER MORGEN № 82-FREITAG (8 april 1983) (газета) Dr. Hans-Jurgen Nagel, Der architekt Viktor Marchenko verwirklicht ein weitreie hendes Vorhaben in der Westukraine, ст.6
- Arthur Bauer, UKRAINE, № 9(109) illustrated monthly (september 1985), Village under construction, ст.3-7

### Публікації у вітчизняних виданнях
- Строительство и архитектура»№ 5 Киев «Будівельник» 1975 г. В.Марченко «Блокированные дома (опыт проектирования экспериментально-показательного села Вузлове» ст.22-27
- Строительство и архитектура № 9 Киев «Будівельник» 1979 г. канд. арх. С. К. Килессо «Лучшие здания республики» ст.14-15
- АРХИТЕКТУРА СССР № 11 канд.арх. Г.Зенькович «О некоторіх вопросах формирования сельских общественных центров» ст.37
- АРХИТЕКТУРА (приложе-ние к строительной газете) № 24(482) 1980 г. канд.арх. В.Костин «Украина: на творческом подъеме» ст.4-5
- АРХИТЕКТУРА № 21(583) 1983г И.Седак заслуж. арх. УССР «Вузлове — школа опыта» — на соискание Государственной премии СССР ст.3
- Газета «ПРАВДА»№ 257 (23783) 14 сентября 1983г. канд.арх. С.Моисеева «Новь села старинного» ст.2
- В.Пальцун «Вічна слава героям» «Вільна Україна» (газета) № 128 (11930) 1 липня 1986 р. — ст.1;
- «Вільна Україна» (газета) № 73 (12375) 16 квітня 1988 р. «Пропонує Гражда»;
- «Архитектура и престиж» № 1 (1996 г). Виктор Марченко «Особняк по индивидуальному проекту» ст.18-19:
- «Архитектура и престиж» № 2 (1996) Виктор Марченко «Оживить старую крепость» (Медиа-парк «Галицкий» во Львове ст.44-45
- «Хрещатик» № 154-155 (1149—1150) 1996 р. Віктор Марченко «У Барселоні відбувся XIX Конгрес міжнародної спілки архітекторів» ст.7:
- «Високий замок» (газета)№ 93 (1109) 6-7 червня 1998 р. Людмила Носарева «Третє відродження Львівського вокзалу» ст.1 21. Архитектура и престиж № 1(7) (1998 р.) Виктор Марченко «Ворота Львова» ст.22-23;
- «ОСОБНЯК»№ 2(8) архитектурно-строительный журнал (1998 р.) канд.арх. Сергей Буравченко "Дома фирмы «Гражда» (Идеи органичной архитектуры в работах Виктора Марченка) ст. 14-15;
- А. С. С.№ 5 Новое время «Реконструкція Львівського аеропорту» ст. 34
- Шевченківські лауреати 1962—2001 р.(енциклопедичний довідник) Київ. Видавництво «Криниця». — 2001 р. Автор-упорядник М. Т. Лабинський ст.329-330.
- "Київський літопис XXI століття (Визначні імена та підприємства України) Видавництво «Метр»-2003 р. ст 488—489;
- АРХІТЕКТУРА УКРАЇНИ (серія-творці епохи) книга 1.Видавництво «Оріана» ст.172-173;
- АРХІТЕКТОРИ УКРАЇНИ (творчий інтелект України) Видавництво «Корлайн» Київ. — 2007 р. ВІКТОР МАРЧЕНКО — ст.96-99;
- АРХІТЕКТУРА ТА БУДІВНИЦТВО УКРАЇНИ (Українська Академія Архітектури) Видавничий дім «Глобус» Марченко Віктор Степанович ст.30-31
- Київський літопис XXI століття (науковий потенціал України) Видавництво «Метр»-2009 р. Марченко Віктор Степанович — член-кореспондент УАА ст.122-123
- АРХІТЕКТУРА УКРАЇНИ (серія-творці епохи) книга 2 Видавництво «Оріана» Марченко Віктор Степанович-ст.178-181;
- «Київський літопис XXI століття» (Незалежній Україні-20) Видавництво «Метр» — 2012 р. ТзОВ «ГРАЖДА» ст.78

### Навчально-методична література
- Доктор арх. Б. С. Черкес, доктор арх. С. М. Лінда «Архітектура сучасності» Навчальний посібник. Видавництво Львівської політехніки ст.42
- «Львівська політехніка: освіта та освітні технології» том 3 Видавничий центр «Логос Україна». 2016 р. «Марченко Віктор Степанович»

## Документальна фільмографія
- Документальний фільм «Село приглашает архитектора» в кіножурналі «Строительство и архитектура СССР» № 10 за 1984 р. «Центрнаучфильм» м. Москва.
- Документальний кольоровий телевізійний фільм «Золотая медаль-селу» Львівська студія телебачення 1984 р. (З довідки наданої до пред'явлення в Комітет по Ленінським і державним преміям при Раді Міністрів СРСР 15.XI.1984 р. Головою Виконкому Вузлівської сільської Ради народних депутатів С. М. Микитюком)